# 양산 대성암 집주두공부초당시
양산 대성암 집주두공부초당시(梁山 大聖庵 集註杜工部草堂詩)는 대한민국 경상남도 양산시 하북면 용연리 산9, 대성암에 있는 조선시대의 목판본 책이다.
2003년 9월 18일 경상남도의 유형문화재 제396호 양산 대성암 소장 집주두공부초당시으로 지정되었다가, 2018년 12월 20일 현재의 명칭으로 변경되었다.

## 개요
형태는 저지(楮紙)에 목판본(木版本) 선장(線裝)으로 선덕 6년 신해, 즉 조선 세종 13년(1431) 11월에 밀양에서 남송본을 번각하여 간행한 것이다. 제33권에서부터 제40권까지 8권 1책이며, 반곽의 크기는 24.6cm×25.8cm이다.
내용은 남송 때에 채몽필이 두보의 시에 대한 여러 주석을 모아 편집하여 간행된 판본을 들여와 번각한 것이다.
이 책이 간행된 뒤로 약 40여 년이 지나 성종 때에 비로소 두보의 시가 언해되기 시작하는데, 이처럼 성종 때 『두시언해』가 나오게 된 데에는 세종 때 이 책이 간행되어 널리 퍼졌기에 가능한 것이었다. 이 책의 발문은 예천(醴泉) 출신으로 당시 지대구군사(知大丘郡事)였던 별동(別洞) 윤상(尹祥, 1373∼1455)이 찬(撰)한 것이다. 비록 낙질이긴 하나 마지막 책이어서 간기가 분명하고 연대가 오래된 것으로 문화적 가치를 지니고 있다.

## 참고 문헌
- 양산 대성암 집주두공부초당시 - 국가유산청 국가유산포털